# Chiesa della Santissima Trinità (Spresiano)
La chiesa arcipretale della Santissima Trinità è la parrocchiale di Spresiano, in provincia e diocesi di Treviso; fa parte del vicariato di Spresiano.

## Storia
La prima citazione di una chiesa a Spresiano risale al 1330 e si sa che era filiale della pieve di Povegliano. Nel 1467 furono riedificati il coro e la sacrestia della primitiva chiesa. Nel XVII secolo la chiesa venne riedificata. Nel 1689 crollò il presbiterio, che venne ricostruito nel Settecento. 
Nel 1795 al parroco di Spresiano venne concesso il titolo di arciprete, con il quale ancor oggi si fregia.
Poco dopo la metà del XIX secolo fu rifatta la facciata. 
Nel 1885 l'arcipretale venne riedificata e, nel 1905, fu costruito il nuovo campanile. La consacrazione fu impartita nel 1911.
Nel 1918 la chiesa venne bombardata e distrutta.
L'attuale parrocchiale venne edificata nel 1925, con l'indennizzo dello Stato e su progetto dell'architetto Lorenzo Rinaldo.

## Descrizione
La chiesa di Spresiano è in stile rinascimentale e conserva le opere artistiche rimaste intatte durante la prima guerra mondiale, ovvero due quadretti attribuiti al Pordenone (XVI secolo), già incorporati nel distrutto coevo altar maggiore, ricco di sculture lignee; le pale ottocentesche della Vergine del Rosario (L. Gavagnin), di Sant'Antonio (G.A. De Lorenzi), e del Crocifisso (L. Querena). Tra le ulteriori dotazioni vanno ricordati un dipinto del titolare (Lepsky, 1929), le acqueforti della Via Crucis del Graziosi (1920) e gli affreschi del tiepolesco Jacopo Guarana (1760), acquistati nel 1942 dalla demolita chiesa di Piombino Dese (Padova) per una degna sostituzione del soffitto crollato del Canaletto, nonché due tele dì Alessandro Pomi (1948) all'altare del Sacro Cuore, e le moderne vetrate del trevigiano Lino Dinetto. Il campanile è opera dell'architetto Antonio Beni.